# Wolfgang Klüpfel
Wolfgang Klüpfel (* 30. Mai 1925 in Wertheim; † 30. April 2008) war ein deutscher Manager und vom 1. Juli 1970 bis 1. Juli 1986 Präsident des Badischen Sparkassen- und Giroverbandes.

## Leben
Wolfgang Klüpfel kämpfte als Verwaltungsratsvorsitzender der Badischen Kommunalen Landesbank (BaKoLa) bis zu seiner Pensionierung 1986 für den Erhalt des Standortes Mannheim gegen die Pläne der Landesregierung, die BaKoLa mit der Württembergischen Kommunalen Landesbank (WüKoLa) in Stuttgart zu fusionieren.
Darüber hinaus war er während seiner beruflichen Laufbahn unter anderem Vorsitzender der Verwaltungsräte der Badischen Landesbausparkasse Karlsruhe und der öffentlichen Versicherungsanstalt der badischen Sparkassen Mannheim.
Am 20. Mai 1986 erhielt Klüpfel das Große Bundesverdienstkreuz der Bundesrepublik Deutschland.

## Werke
Knüpfel ist Erstautor mehrerer Standardwerke über das Sparkassenwesen und zum Thema Erbschaft, die im Sparkassenverlag in mehreren Ausgaben erschienen sind.
- Erben und vererben, zuletzt 2002, 32. Aufl.
- Kommentar zum Sparkassengesetz, zuletzt 2011, 8., neu bearb. Aufl.
- Geld und Recht in Ehe und Familie, zuletzt 16., überarb. und aktualisierte Aufl.
- Fachbegriffe Wirtschaftsrecht, zuletzt 1996, 7., überarb. und erg. Aufl.

## Einzelbelege
1. ↑  Rudolf Herlt: Landesbanken - Lothar Späth jongliert mit drei Bällen, in: DIE ZEIT (1985/23) online (abgerufen am 21. November 2016)
2. ↑  Chronik. (Memento des Originals vom 8. August 2013 im Internet Archive)  Info: Der Archivlink wurde automatisch eingesetzt und noch nicht geprüft. Bitte prüfe Original- und Archivlink gemäß Anleitung und entferne dann diesen Hinweis. In: Die Zeit, 6. Juni 1975
3. ↑  In Ehren davon. In: Der Spiegel. Nr. 26, 1986 (online).

| Personendaten    | Personendaten     |
| ---------------- | ----------------- |
| NAME             | Klüpfel, Wolfgang |
| KURZBESCHREIBUNG | deutscher Manager |
| GEBURTSDATUM     | 30. Mai 1925      |
| GEBURTSORT       | Wertheim          |
| STERBEDATUM      | 30. April 2008    |